# Coptosia minuta
Coptosia minuta är en skalbaggsart som först beskrevs av Maurice Pic 1891.  Coptosia minuta ingår i släktet Coptosia och familjen långhorningar. Inga underarter finns listade i Catalogue of Life.